# Calamovilfa brevipilis
Calamovilfa brevipilis là một loài thực vật có hoa trong họ Hòa thảo. Loài này được (Torr.) Scribn. mô tả khoa học đầu tiên năm 1890.